# Ярослав Срба
Ярослав Срба (чеськ. Jaroslav Srba, нар. 14 грудня 1905 — пом. ?) — чехословацький футболіст, що грав на позиції нападника. Відомий виступами за команди «Нусельский», «Вікторія» (Жижков), «Вршовіце» і національну збірну Чехословаччини. Чемпіон Чехословаччини.

## Клубна кар'єра
Виступав у складі команди «Нусельский» (Прага). В 1926 році команда зайняла у чемпіонаті Чехословаччини високе 4-е місце, а Срба в 21 матчі сезону забив 10 голів, ставши найкращим бомбардиром своєї команди.
З 1927 по 1930 рік виступав у складі клубу «Вікторія» (Жижков). У 1928 році здобув з командою історичну перемогу в чемпіонаті Чехословаччини. «Вікторія» перервала гегемонію клубів «Спарти» і «Славії». Клуб із Жижкова жодного разу не програв прямим конкурентам (зі «Славією» зіграли 2:2 і 4:3, зі «Спартою»   — 5:3 і 1:1) і заслужено став чемпіоном.
Влітку 1928 року «Вікторія», як чемпіон Чехословаччини, взяла участь у кубку Мітропи, престижному міжнародному турнірі для найсильніших команд Центральної Європи. В 1/4 фіналу чехословацький клуб зустрічався з представником Югославії клубом «Граджянскі» (Загреб). Несподівано поступившись у Загребі 2:3, «Вікторія» взяла упевнений реванш вдома  — 6:1. Ярослав зіграв у обох матчах і забив один з голів у домашньому матчі. У півфіналі суперником команди з Жижкова став віденський «Рапід». Клуби обмінялись мінімальними перемогами  — 4:3 і 2:3, тому для виявлення переможця був призначений додатковий матч, перемогу у якому здобули більш досвідчені австрійці  — 1:3. Проти «Рапіду» Срба грав лише в першій грі.
Наступного сезону «Вікторія» стала другою у чемпіонаті, але здобула перемогу в кубку Середньої Чехії, перегравши у фіналі з рахунком 3:1 «Лібень».
Загалом у складі «Вікторії» Срба зіграв у першій лізі 15 матчів і забив 9 голів.
У 1931—1933 роках виступав у клубі «Вршовіце».

## Виступи за збірну
За національну збірну дебютував 1 квітня 1928. У Відні чехословацькі футболісти перемогли збірну Австрії (1:0) у матчі Центрально-Європейського кубку. Того ж року також брав участь у виїзній перемозі над збірною Франції (2:0) у товариському матчі.

## Статистика виступів

### Статистика виступів у Кубку Мітропи
| №                      | Розіграш               | Стадія                 | Дата та місце проведення | Команда 1              | Рахунок | Команда 2           | Голи |
| ---------------------- | ---------------------- | ---------------------- | ------------------------ | ---------------------- | ------- | ------------------- | ---- |
| 1                      | 1928                   | 1/4                    | 26.08.1928, Загреб       | Граджянскі (Загреб)    | 3:2     | Вікторія (Жижков)   |      |
| 2                      | 1928                   | 1/4                    | 2.09.1928, Прага         | Вікторія (Жижков)      | 6:1     | Граджянскі (Загреб) | 83'  |
| 3                      | 1928                   | 1/2                    | 8.09.1928, Прага         | Вікторія (Жижков)      | 4:3     | Рапід (Відень)      |      |
| Всього у кубку Мітропи | Всього у кубку Мітропи | Всього у кубку Мітропи | Всього у кубку Мітропи   | Всього у кубку Мітропи | 3       |                     | 1    |

### Статистика виступів за збірну
| Дата       | Місто   | Господарі | Результат | Гості          | Турнір                   | Голи | Примітки |
| ---------- | ------- | --------- | --------- | -------------- | ------------------------ | ---- | -------- |
| 01.04.1928 | Відень  | Австрія   | 0 – 1     | Чехословаччина | Кубок Центральної Європи | -    |          |
| 13.05.1928 | Коломбо | Франція   | 0 – 2     | Чехословаччина | товариський матч         | -    |          |
| Усього     |         | Матчів    | 2         |                | Голів                    | 0    |          |

## Титули і досягнення
- Чемпіон Чехословаччини : 1927-28
- Срібний призер чемпіонату Чехословаччини: 1928-29
- Володар кубка Середньої Чехії: 1929